# Víctor Guardia Gutiérrez
Víctor Guardia Gutiérrez, político y militar costarricense, hijo de Rudesindo de la Guardia y Robles y María Gutiérrez y Flores. Casó con Esmeralda Quirós Morales. 
Como oficial del ejército de Costa Rica, participó en la guerra centroamericana contra los filibusteros de William Walker.
Fue Gobernador de Puntarenas y de Alajuela, Secretario de Estado, Sexto Designado a la Presidencia de 1881 a 1882, Diputado y Presidente del Congreso. Tuvo mucha influencia durante el gobierno de su hermano menor Tomás Guardia Gutiérrez.
En 1885 se postuló su candidatura a la presidencia, pero sus partidarios fueron perseguidos por el gobierno de Bernardo Soto Alfaro y mucho antes de los comicios hubo de renunciar a su posible postulación.
Murió en San José en 1912. Dejó escritas unas interesantes Memorias, que se publicaron muchos años después de su muerte.
Su hijo Víctor Guardia Quirós fue presidente de la Corte Suprema de Justicia de Costa Rica.